# Sphaerellothecium coniodes
Sphaerellothecium coniodes är en lavart som först beskrevs av William Nylander och som fick sitt nu gällande namn av Claude Roux och Paul Diederich. 
Sphaerellothecium coniodes ingår i släktet Sphaerellothecium, och familjen Mycosphaerellaceae. Arten är reproducerande i Sverige.